# Elsa Baquerizo Macmillan
Elsa Baquerizo Macmillan (* 25. Juni 1987 in New York City, Vereinigte Staaten) ist eine ehemalige spanische Volleyball− und Beachvolleyballspielerin. Sie wurde sechs Mal in Folge und ein weiteres Mal Meisterin ihres Heimatlandes im Sand, Vizeeuropameisterin 2013 und nahm 2012, 2016 und 2021 an den Olympischen Spielen teil.

## Karriere
Elsa Baquerizo spielt seit 2007 mit Liliana Fernández Steiner. Bei der U21-WM in Modena kamen Liliana/Baquerizo auf den vierten Rang. 2008 spielten sie erstmals auf der FIVB World Tour. Ihr bestes Ergebnis im ersten Jahr war ein 13. Platz bei den Dubai Open. 2009 erreichten sie dieses Ergebnis beim Masters in Gran Canaria und bei den Stare Jabłonki Open und wurden 17. beim Grand Slam in Gstaad. Bei der U23-Europameisterschaft in Jantarny kamen sie auf den siebten Rang. Bei der EM in Sotschi schieden sie als Gruppenletzte nach der Vorrunde aus. Beim letzten Turniers des Jahres in Phuket wurden sie Fünfte. Auf der World Tour 2010 erreichten sie bei den aufeinanderfolgenden Grand Slams in Klagenfurt und Stare Jabłonki jeweils den neunten Platz. Bei der EM 2010 in Berlin kamen sie als Gruppensieger ins Achtelfinale, das sie gegen die Österreicherinnen Hansel/Montagnolli verloren. Ebenfalls Neunte wurden sie bei den Den Haag Open und beim Jahresabschluss in Phuket wurden sie erneut Fünfte.

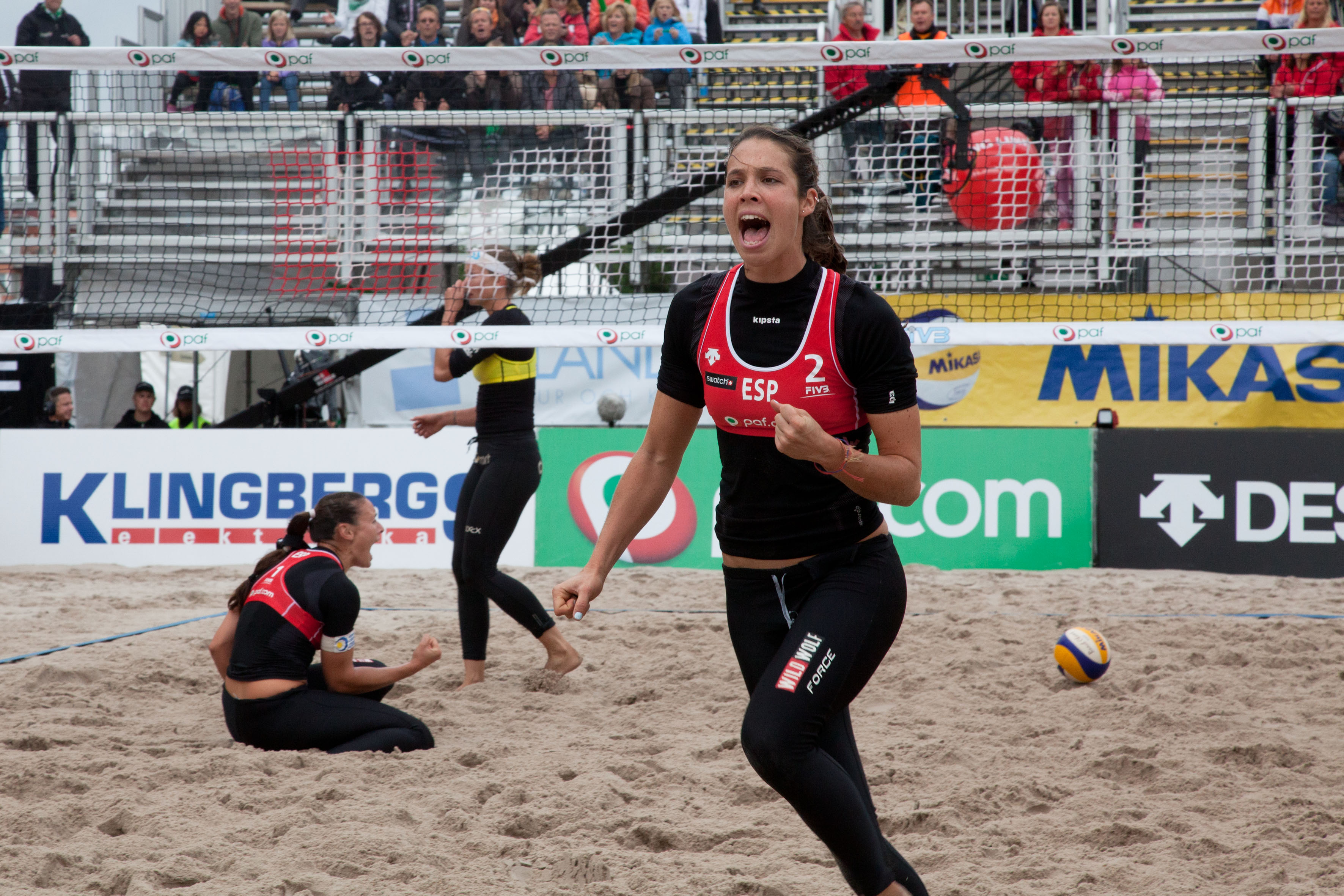
Baquerizo (vorne) im Finale Åland Open 2012

In die Saison 2011 starteten sie mit einigen zweistelligen Ergebnissen. Bei der Weltmeisterschaft 2011 in Rom erreichten sie als Gruppendritter die K.-o.-Runde und unterlagen im Achtelfinale schließlich den US-Amerikanerinnen Fendrick/Hanson. Weitere neunte Plätze gab es bei den Grand Slams in Gstaad und Moskau. Anschließend wurden die Resultate mit einem vierten Rang bei den Québec Open und fünften Plätzen bei den Grand Slams in Stare Jabłonki und Klagenfurt noch besser. Bei der EM in Kristiansand konnten Liliana/Baquerizo wegen Verletzungsproblemen nur zu einem von drei Vorrundenspielen antreten und schieden vorzeitig aus. Die Den Haag Open beendeten sie auf dem siebten Rang. Zu Beginn der World Tour 2012 wurden sie Fünfte des Grand Slams in Shanghai. Bei der EM in Scheveningen kamen sie als Gruppenzweite in die K.-o.-Phase und besiegten dort die Schweizerinnen Grässli/Goricanec, die Österreicherinnen Montagnolli/Hansel sowie das deutsche Duo Borger/Büthe. Nach der Halbfinalniederlage gegen die Griechinnen Tsiartsiani/Arvaniti setzten sie sich im Spiel um den dritten Platz gegen die Tschechinnen Háječková/Klapalová durch. Ein weiteres Top-Ten-Ergebnis erreichten sie als Fünfte in Klagenfurt. Über die Olympiarangliste qualifizierten sie sich für die Olympischen Spiele in London. Dort gelangten sie als Gruppenzweite ins Achtelfinale und unterlagen den Italienerinnen Cicolari/Menegatti, womit sie den neunten Platz belegten. Anschließend wurden sie Neunte in Stare Jabłonki und Dritte beim Masters in Warna, bevor sie bei den Åland Open erst im Finale den Deutschen Holtwick/Semmler unterlagen.
Ein weiteres Endspiel erreichten Liliana/Baquerizo zum Auftakt der World Tour 2013 in Fuzhou, wo sie sich den Chinesinnen Xue Chen und Zhang Xi geschlagen geben mussten. Die folgenden Grand Slams brachten ihnen weitere Top-Ten-Ergebnisse; sie wurden Neunte in Shanghai sowie Fünfte in Corrientes und Den Haag. Bei der WM in Stare Jabłonki wurden sie Gruppenzweite und verloren schließlich das Achtelfinale gegen Ross/Pavlik aus den USA. Bei der EM in Klagenfurt gewannen sie alle Vorrundenspiele und gaben dann bis zum Finale keinen Satz mehr ab. Das Endspiele verloren sie im Tiebreak gegen die österreichischen Schwestern Doris und Stefanie Schwaiger. Auf der World Tour wurden sie nach neunten Plätzen in Long Beach und Berlin Dritte in Moskau. Die Saison 2014 begann für Liliana/Baquerizo mit einem fünften Rang in Shanghai und einem verlorenen Finale beim CEV-Masters in Baden. Bei der EM in Quartu Sant’Elena wurden sie Gruppenzweite und gewannen die ersten beiden K.-o.-Spiele gegen russische Duos ohne Satzverlust, bevor sie im Viertelfinale den Deutschen Bieneck/Großner unterlagen und den fünften Rang belegten. Die weiteren Grand Slams beendeten sie durchgängig in den Top Ten und in Stavanger verloren sie erst im Finale gegen das US-Duo Walsh/Ross.
Auf der World Tour 2015 setzten Liliana/Baquerizo ihre Erfolgsserie mit fünften Plätzen in Moskau und Sankt Petersburg und einigen neunten Plätzen fort. Bei der WM in den Niederlanden gewannen sie ihre Gruppenspiele und die erste K.-o.-Runde ohne Satzverlust. Im Achtelfinale verloren sie gegen die späteren Finalistinnen Lima/Fernanda aus Brasilien. Bei der EM in Klagenfurt schieden sie ebenfalls als Gruppensieger im Achtelfinale aus, diesmal gegen das griechische Duo Arvaniti/Tsiartsiani. Danach wurden sie Fünfte in Long Beach und Siebte beim World Tour Final in Fort Lauderdale. Nach zweistelligen Ergebnissen bei den ersten Turnieren der Saison 2016 und einem neunten Rang in Fuzhou erreichten sie in Sotschi das Finale, in dem sie den Schweizerinnen Heidrich/Zumkehr unterlagen. Außerdem wurden sie Dritte der Cincinnati Open. Bei der EM in Biel/Bienne kamen sie erneut als Gruppensieger ins Achtelfinale, das sie gegen die Französinnen Longuet/Jupiter verloren. Nach der EM wurden sie Fünfte in Hamburg und Olsztyn, Neunte in Poreč und Gstaad und wieder Fünfte in Klagenfurt. Über die Olympiarangliste qualifizierten sie sich für die Olympischen Spiele in Rio. Dort blieben sie in der Vorrunde, unter anderem gegen die Weltmeisterinnen Ágatha/Bárbara, ohne Satzverlust. Im Achtelfinale mussten sie sich jedoch den Russinnen Ukolowa/Birlowa geschlagen geben und kamen somit auf den neunten Rang. Anschließend erreichten sie beim Grand Slam in Long Beach das Endspiel, in dem sich die Olympiadritten Walsh/Ross durchsetzten. Nach einem neunten Platz beim World Tour Finale in Toronto legte Liliana Fernández Steiner eine Babypause ein.
2017 trat Elsa Baquerizo beim Vier-Sterne-Turnier der World Tour in Rio de Janeiro erstmals mit Ángela Lobato Herrero an. Danach spielten Baquerizo/Lobato das Drei-Sterne-Turnier in Den Haag und wurden beim CEV-Masters in Baden Fünfte. Das Fünf-Sterne-Turnier in Gstaad spielte Baquerizo mit Amaranta Fernández Navarro. Nach dem fünften Rang beim CEV-Masters in Alanya mit Paula Soria Gutiérrez absolvierten Baquerizo/Fernández den Grand Slam in Olsztyn. Da Lobato verletzt ausfiel, traten sie auch gemeinsam zur WM in Wien an. Hier erreichten sie als Gruppenzweite die Hauptrunde, in der sie gegen die US-Amerikanerinnen Hughes/Claes ausschieden.
Nach dem Ende der Auszeit von Liliana starteten sie und Elsa wieder gemeinsam bei Beachwettbewerben. In den folgenden drei Spielzeiten erreichten sie das Viertelfinale bei Vier-Sterne-Events in Warschau, Den Haag, Espinho und Moskau, standen in der Vorschlussrunde der Europameisterschaft 2018, gewannen Bronze ein Jahr später, wurden Siebzehnte bei der WM in Hamburg und belegten bei den World Tour Finals in Rom in der gleichen Saison den geteilten fünften Platz. Sie qualifizierten sich für die Olympischen Spiele 2020, überstanden dort als Dritte die Gruppenphase und die anschließende Lucky-Loser-Runde, scheiterten jedoch im Achtelfinale an den amtierenden Weltmeisterinnen Pavan / Melissa. Nach einer Teilnahme an den spanischen Meisterschaften beendete Elsa Baquerizo ihre Karriere.